# Raúl Perrone
Raúl Perrone (Ituzaingó, 5 de febrero de 1952) es un dibujante, actor, guionista y director de cine independiente argentino. Siempre vivió y filmó en su ciudad natal, incluso cuando recreó una selva o un mundo apocalíptico posindustrial. Ha rodado numerosas películas con una estética minimalista, donde la economía de recursos ocupa un lugar central. Se vinculó como caricaturista  desde la década de 1990 a los hacedores del rock argentino y su obra cinematográfica en Super 8 y en video, refleja las inquietudes de la juventud frente a una sociedad que generalmente no la comprende o le da la espalda.

## Actividad profesional
Dirigió y produjo en forma independiente más de 50 películas, muchas sin estreno comercial, y algunas fueron exhibidas en importantes festivales nacionales e internacionales.
Dirigió el festival internacional de cine de Ituzaingo FECI y dirige desde hace 20 años un taller de cine. 
En 2015, la Viennale le realizó un tributo llamado El hombre de Ituzaingó - El último independiente. La Universidad de Oxford le dedicó un foco sobre su obra y trayectoria. La Cineteca de México le dedicó cos retrospectivas, como también en Ecuador, Chile, Perú y Montevideo.
P3ND3JO5 se estrenó en el MoMA en el marco del "Ciclo de cine argentino clásico y contemporáneo" curado por Edgardo Cozarinsky, "Vivir, enseñar y filmar en Ituzaingo, a menos de una hora de Buenos Aires, Raúl Perrone es un paria auto-impuesto tanto de la corriente principal del cine como de su ala independiente. P3ND3JOS es una salida sorprendente de su trabajo anterior, más neorrealista: un coral visualmente elaborado y épico de los patinadores de abajo y de la banda sonora de la cumbia, Puccini, y todo lo que hay en medio" (Edgardo Cozarinsky).
MoMA (El Museo de Arte Moderno): "Perrone es hoy una de las figuras más llamativas del mundo del cine".

## Filmografía
- Sinfon14 (2023)
- Sean eternxs (2022)
- Pr1nc3s4 (2021)
- 3scombro5 (2021)
- S4d3 (2021)
- 4TRO V3INT3 (2020)
- Hasta la muert7 (2019)
- Corsario (2019)
- Ituzingó v3rit4 (2019)
- Cosimi (2018)
- Expiación (2018)
- Cínicos (2017)
- Cumparsit4 (2016)
- Samuray-s (2015)
- Hierba (2015)
- Ragazzi (2014)
- Favula (2014)
- P3ND3JO5 (2013)
- Las pibas (2012)
- Al final la vida sigue igual (2010)
- Lujan (2010)
- Los actos cotidianos (2010)
- Bonus Track (2009)
- 180 grados (2009)
- Nosotrosdos (2006)
- Tarde de verano (2006)
- Canadá (2006)
- La Navidad de Ofelia y Galván (2006)
- 10 momentos de felicidad (2006)
- Ocho años después (2005)
- Aullido (2004)
- Pajaritos (2004), con Gabriel Goity.
- Cuentito de navidad (2004).
- La mecha (2003)
- Late un corazón (2003)
- Peluca y Marisita (2001), con Iván Noble, Gala Reiser
- La película del taller (1999) (mediometraje)
- La felicidad: un día de campo (1999), con Tom Lupo
- Zapada, una comedia beat (1999), con Diego Capusotto y Campi
- 5 pal' peso (1998), Campi, Valentina Bassi, Iván Noble y Adrián Otero
- Graciadió (1997), con Norberto Verea, Horacio Embón, Iván Noble, Adrián Dárgelos y Adrián Otero
- No seas cruel (1996), con Piero, Ricardo Passano, Rolo Puente, Iván Noble, Adrián Dárgelos, Adrián Otero, Johnny Tedesco, los Súper Ratones, JAF.
- Jimidin (1995)
- Labios de churrasco (1994), con Fabián Vena
- Chamuyando (1994), con Alberto Lara
- Blus (1993)
- Nos veremos mañana (1993)
- Ángeles (1992)
- Suave como el terciopelo (1992)
- Buenos Aires - Esquina (1990) (mediometraje), con Andrés Calamaro.
- Bang-Bang (1990), (cortometraje) con Piero.
- Subterráneos (1989) (cortometraje)